# Končar
Končar je priimek v Sloveniji, ki ga je po podatkih Statističnega urada Republike Slovenije na dan 1. januarja 2010 uporabljalo 286 oseb.

## Znani slovenski nosilci priimka
- Aleksandra Bizjak Končar (*1963), jezikoslovka in literarna zgodovinarka
- Boštjan Končar (*1972), jedrski tehnik (IJS)
- Branka Končar, prevajalka
- Frančišek Janez Končar (*1941), pedagog
- Majda Končar, defektologinja
- Maja Končar (*1960), igralka, dramatičarka?
- Polonca Končar (*1947), pravnica, univ. profesorica, stokovnjakinja za delovno in socialno pravo
- Robert Končar, producent
- Roman Končar (*1959), igralec, producent

## Znani tuji nosilci priimka
- Rade Končar (1911—1942), hrvaški komunistični voditelj srbskega rodu, narodni heroj